# Red Bull Racing
A Red Bull Racing, atualmente competindo como Oracle Red Bull Racing e, também, conhecida simplesmente como Red Bull ou pela abreviação RBR, é uma equipe de automobilismo baseada no Reino Unido que compete no Campeonato Mundial de Fórmula 1 sob uma licença austríaca. A equipe disputou a categoria sob uma licença britânica entre 2005 e 2006 e compete sob uma licença austríaca desde 2007. É uma das duas equipes de Fórmula 1 de propriedade da empresa de bebidas Red Bull GmbH, sendo a outra a Racing Bulls. A Red Bull Racing foi criada após a Red Bull comprar a equipe Jaguar no final de 2004, e foi gerenciada por Christian Horner desde sua formação em 2005 até julho de 2025. A partir de 9 de julho de 2025, a chefia da equipe passa a ser de Laurent Mekies.
Na temporada de 2006, conseguiu o seu primeiro pódio com o terceiro lugar de David Coulthard no Grande Prêmio de Mônaco, e três anos depois, no Grande Prêmio da China de 2009, sua primeira pole position e vitória com Sebastian Vettel. Entre 2010 e 2013, a Red Bull dominou a Fórmula 1, com quatro títulos de construtores enquanto Vettel conquistava o tetracampeonato. A equipe voltou a vencer o campeonato de pilotos em 2021 com Max Verstappen, que também foi o campeão dos campeonatos de 2022,  2023 e 2024. 

## História

### Origens
Em 2004, após cinco temporadas frustradas com a equipe Jaguar, a sucessora da antiga Stewart de Jackie Stewart, a Ford anuncia sua retirada da Fórmula 1 vendendo a Jaguar Racing para a Red Bull do magnata austríaco Dietrich Mateschitz. Além da F1, quando patrocinava a equipe Sauber, a Red Bull ainda patrocinava algumas equipes e pilotos na GP2 Series, tendo a equipe Red Bull Junior Team e incluindo os pilotos Enrique Bernoldi, Christian Klien, Patrick Friesacher, Vitantonio Liuzzi e Scott Speed. Com o chassi Red Bull RB1, semelhante ao Jaguar R5, a Red Bull Racing faria sua primeira temporada em 2005.

### 2005: Primeira temporada
Fazendo sua estreia em 2005, a Red Bull contou com os pilotos David Coulthard, vindo da McLaren, Christian Klien e o italiano Vitantonio Liuzzi. Foi uma boa surpresa na temporada, se mostrando constante nos pontos, fazendo 34 pontos e como melhores posições dois quartos lugares, no GP da Austrália e da Europa conquistados por Coulthard. Neste ano a equipe utilizou os motores V10 da Cosworth junto com os pneus Michelin.
Em 23 de abril de 2005, a Red Bull anuncia um acordo com a Ferrari no fornecimento de motores.

### 2006: Primeiro pódio
Para 2006 a equipe utiliza os motores V8 da Ferrari, pneus Michelin, e como dupla, a mesma da temporada passada, Coulthard e Klien.
A temporada é bem menos constante do que a primeira, tendo a equipe enfrentado problemas. O único fato a se comemorar é o primeiro pódio da equipe, com Coulthard, que chegou em terceiro lugar no GP de Mônaco. O ano para Klien não foi bom. Ele fez apenas dois pontos contra 14 de Coulthard, resultando em sua demissão no antepenúltimo GP da temporada, o da China. Robert Doornbos, que substituiu Klien nas três últimas corridas, também não resolveu e a equipe, com o Red Bull RB2, fez apenas 16 pontos, terminando novamente com o sétimo lugar, desta vez com um gosto mais decepcionante.

### 2007: Motores Renault
O ano começa com o lançamento do RB3, o primeiro monolugar desenhado pelo grande projetista Adrian Newey, contratado no final de 2005 e que apenas colaborou com o desenvolvimento do RB2. A expectativa para 2007 foi grande, mantendo Coulthard e contratando o australiano Mark Webber. A mudança mais significativa aconteceu nos pneus, que passaram a ser fornecidos para a categoria apenas pela Bridgestone, assim decretando a retirada da Michelin, então fornecedora da Red Bull.
A dupla fez relativamente uma boa temporada, com Webber conquistando o segundo pódio da equipe, um terceiro lugar no tumultuado GP da Europa. No total foram 24 pontos e um ótimo quinto lugar nos construtores, ficando apenas atrás da Ferrari, BMW Sauber, Williams e Renault após a desclassificação da McLaren. Além dos resultados, a equipe quase foi punida porque a Toro Rosso, equipa satélite da Red Bull, usou na temporada um modelo muito semelhante o que é proibido pelo regulamento.
Para 2008, a equipa manteve a dupla de 2007 e os motores Renault.

### 2008: Mais do Mesmo
Em 2008, a Red Bull utiliza o Red Bull RB4 para a temporada, que mostra ser uma evolução do RB3, sem controle de tração. A equipe teve um início muito bom, pontuando sete vezes seguidas, sendo seis com Webber e chegando até a um pódio no GP do Canadá com Coulthard, porém com o decorrer do campeonato, a equipe acabou perdendo terreno para as demais equipes, inclusive para a sua equipe satélite a Toro Rosso, devido à falta de potência dos motores Renault e o desânimo de David Coulthard que culminou com o anúncio de sua aposentadoria no final da temporada. No final o saldo da equipe foi de 29 pontos conquistados, sendo 21 pontos com Mark Webber e 8 pontos com David Coulthard, e a manutenção do desempenho.

### 2009: Primeira vitória e primeira dobradinha
Para 2009, a Red Bull contratou a revelação Sebastian Vettel, vencedor do GP da Itália de 2008, e almeja resultados melhores que os de 2008. No dia 9 de fevereiro de 2009 a equipe apresentou o seu novo modelo RB5 para a temporada 2009.
Conquistou sua primeira pole position, sua primeira vitória e primeira dobradinha da sua história na Fórmula 1, no GP da China, nos dias 18 e 19 de abril, respectivamente, com o piloto alemão Sebastian Vettel (pole-position e vencedor) e o piloto australiano Mark Alan Webber (segundo colocado). Essa situação se repetiu no GP da Grã-Bretanha e, com nova dobradinha, a equipe conquistou sua segunda vitória. No GP da Alemanha, nova dobradinha, desta vez com Mark Webber vencendo e Sebastian Vettel em segundo. A equipe obteve ainda outras 3 vitórias em 2009. Nos GPs do Japão e dos Emirados Árabes com Sebastian Vettel e no GP do Brasil com Mark Webber. A equipe foi a vice-campeã dos construtores de 2009, perdendo somente para a equipe Brawn GP.

### 2010: Campeã de construtores e pilotos
Em 2010 a equipe contou novamente com os pilotos Sebastian Vettel e Mark Webber. Com o carro visivelmente superior aos demais, ela conquistou pela primeira vez os títulos mundiais de construtores no Brasil e de pilotos em Abu Dhabi, com o piloto alemão Sebastian Vettel, e o 3º lugar com Mark Webber.

### 2011: Bicampeã de construtores e pilotos
Em 2011, a equipe dominou a temporada. Das 19 corridas, fez 18 poles, e conquistou 12 vitórias. O título de pilotos ficou novamente com Sebastian Vettel, que foi bicampeão na 15ª corrida, no Japão e o bi de construtores veio na 16º prova, na Coreia do Sul. Mark Webber terminou em 3º de novo.

### 2012: Tricampeã de construtores e pilotos
Em 2012, o campeonato se demonstrou muito disputado desde o inicio. O bicampeão Sebastian Vettel, o espanhol Fernando Alonso e o finlandês Kimi Raikkonen travaram uma grande disputa até as últimas corridas. O título de construtores veio na penúltima prova, nos Estados Unidos e o de pilotos na última prova no Brasil ficando mais uma vez com o alemão Sebastian Vettel.

### 2013: Tetracampeã de construtores e pilotos
Em 2013, o campeonato não foi muito diferente dos outros anos para Sebastian Vettel, que foi campeão com 397 pontos, Fernando Alonso ficou na segundo posição com 242 e seu companheiro Mark Webber terminando na terceira posição desta vez, com 199 pontos. Tanto o piloto e a equipe tornaram-se campeões na Índia.

### 2014: Vice de novo
Antes da temporada de 2014, Mark Webber deixou a RBR para correr o Campeonato Mundial de Endurance da FIA, sendo substituído pelo compatriota Daniel Ricciardo. Já na primeira corrida a temporada começou mal, com Vettel abandonando após três voltas com problemas no motor e o segundo lugar de Ricciardo sendo anulado por seu carro violar as regras sobre fluxo de combustível. Embora Ricciardo tenha conquistado três vitórias, o motor Renault continuou atrapalhando a performance da equipe, com os pilotos abandonando em duas corridas cada, e Vettel não vencendo nenhuma corrida e apenas 4 pódios. A equipe foi novamente vice-campeã, perdendo para a Mercedes, que também teve os dois pilotos mais bem colocados. Ricciardo foi o terceiro colocado, com  238 pontos, e Vettel ficou apenas na 5ª posição com 167.

### 2015: Era Pós-Vettel
Vettel deixou a Red Bull para pilotar a Ferrari em 2015, e com a promoção de Ricciardo a piloto principal, a vaga remanescente foi ocupada pelo russo Daniil Kvyat. A equipe não venceu nenhuma corrida, com ambos os pilotos tendo um segundo lugar cada e Ricciardo um terceiro, e ficou apenas na 4ª posição dos construtores.

### 2016: Estreia relâmpago de Max Verstappen
Em 2016, a equipe Red Bull seguiu com os Renault, mas o motor foi rebatizado com nome do novo patrocinador, TAG Heuer. Os dois pilotos da temporada anterior foram mantidos até a quarta corrida do ano, quando Daniil Kvyat foi substituído pelo piloto neerlandês Max Verstappen para correr na equipe a partir do quinto GP, o Grande Prêmio da Espanha. Na temporada de 2016, após não ter vencido nenhuma corrida em 2015, a equipe voltou a vencer com Max Verstappen no GP da Espanha e Daniel Ricciardo no GP da Malásia.

### 2017: Problemas de confiabilidade
Incapazes de acompanhar a Mercedes e a Ferrari, a equipe terminou em terceiro lugar na classificação, não ajudados pela confiabilidade dos motores TAG Heuer (Renault), mas, mesmo assim, Daniel Ricciardo e Max Verstappen demonstraram a sua qualidade, levando três vitórias sendo duas vitórias de Verstappen (Malásia e México) e uma vitória do Ricciardo (Azerbaijão).

### 2018: Novo patrocinador título
Em 25 de setembro de 2017, foi anunciado que a Aston Martin se tornaria o patrocinador título da Red Bull Racing em 2018.
Com a falta de desempenho e confiabilidade de suas unidades de potência TAG Heuer (Renault), em 2018, a Red Bull disputou por vitórias apenas em algumas ocasiões específicas: como no caso do Daniel Ricciardo que venceu na China e em Mônaco e de Max Verstappen na Áustria (foi a primeira vitória da equipe austríaca em casa no circuito de Red Bull Ring) e no México.
A Red Bull terminou a temporada em terceiro lugar no Campeonato de Construtores atrás da Mercedes e Ferrari.

### 2019: Motores Honda
Após doze temporadas e quatro títulos mundiais de construtores e pilotos com motores Renault, a equipe oficializou um acordo com a fabricante japonesa, Honda para utilizar suas unidades de potência nas temporadas de 2019 a 2020.
Ricciardo deixou a Red Bull para pilotar para a equipe Renault em 2019 e foi substituído pelo francês Pierre Gasly.
Em 12 de agosto de 2019, durante as férias de verão da Fórmula 1 Pierre Gasly foi substituído para o resto da temporada pelo piloto da equipe irmã, a Toro Rosso, Alexander Albon, que passará competir ao lado do piloto neerlandês Max Verstappen a partir do Grande Prêmio da Bélgica, em Spa Francorchamps. Gasly retorna à sua antiga equipe para competir ao lado de Daniil Kvyat.

### 2020: Evolução
Em 2020, a equipe continuou com Max Verstappen e Alexander Albon. Verstappen venceu duas corridas (o Grande Prêmio do 70.º Aniversário e o Grande Prêmio de Abu Dabi). Já Albon conseguiu dois pódios, os terceiros lugares na Toscana e no Bahrein. Verstappen chegou a brigar pelo vice-campeonato, mas acabou ficando apenas com o terceiro lugar.

### 2021: Disputa ferrenha com a Mercedes
Sergio Pérez foi anunciado como novo piloto da equipe, para a temporada de 2021 da Fórmula 1, substituindo Alexander Albon que irá assumir como piloto de testes da própria equipe. Após 7 anos sem um título mundial de pilotos, a equipe sagrou-se campeã novamente com Max Verstappen vencendo na última volta da última prova em Yas Marina em Abu Dhabi.

### 2022: Campeã dos Construtores depois de 9 anos
A equipe continuou com os mesmo pilotos, mas com Sébastien Buemi e Liam Lawson como pilotos de teste. Max Verstappen se consagrou bicampeão ao superar Charles Leclerc, da Ferrari, mas dessa vez a Red Bull conseguiu também o Campeonato de Construtores.

### 2023: Tricampeonato de Max Verstappen
Na temporada de 2023, a equipe se manteve com os pilotos Max Verstappen e Sérgio Pérez, a equipe venceu 22 corridas de 23 disputados, sendo 20 vitórias do Max Verstappen. O neerlandês conquistou o tricampeonato com antecedência, mostrando ainda mais dominância do que no ano anterior e batendo vários recordes, como o de vitórias consecutivas (10) e o de maior vantagem para o segundo colocado. Já Perez teve muitas dificuldades durante a temporada, por ter se mostrado incapaz de desafiar seu companheiro de equipe, e de ter entrado em uma má fase após o GP de Miami, corrida na qual Checo fez a pole, mas acabou sendo superado por Verstappen. No entanto, ele esboçou uma reação durante a reta final do campeonato e conquistou o vice após terminar o GP de Las Vegas na terceira colocação.

### 2024: Polêmicas nos bastidores
Antes mesmo da temporada 2024 começar, foi amplamente divulgado que Christian Horner, chefe da equipe, estaria sendo acusado "conduta imprópria" contra uma funcionária da Red Bull cujo nome nao foi divulgado. Horner negou as acusações, e após uma investigação interna, foi absolvido, e a funcionária que o acusou acabou sendo afastada. Após a decisão da equipe, um e-mail anônimo enviou supostos prints das conversas entre Horner e a funcionária para várias pessoas ligadas ao mundo da Fórmula 1, incluindo dirigentes e jornalistas. O chefe da Red Bull negou a veracidade dos prints. Contudo, a decisão desagradou pessoas ligadas à Red Bull, como Jos Verstappen, pai de Max, que se manifestou contrário à manutenção de Horner na equipe, e ainda afirmou que apoiava a funcionária suspensa. Helmut Marko, consultor da equipe, chegou a ser investigado pela equipe, e o próprio ventilou que tinha chances de ser suspenso também. No entanto, Max Verstappen saiu em defesa de Marko e chegou a ameaçar a saída da equipe caso o consultor austríaco fosse demitido. Isso acabou não acontecendo, e Verstappen passou a pedir por mais união na equipe.
Quanto às corridas, Verstappen e a Red Bull seguiram dominantes. A equipe austríaca fez dobradinha em três das quatro primeiras etapas, se ausentando do pódio apenas na Austrália, no qual ambos os carros tiveram problemas mecânicos, Perez conseguiu apenas a quinta colocação e Verstappen abandonou nas primeiras voltas. Foi o primeiro abandono dele desde o GP da Austrália de 2022.

## Galeria

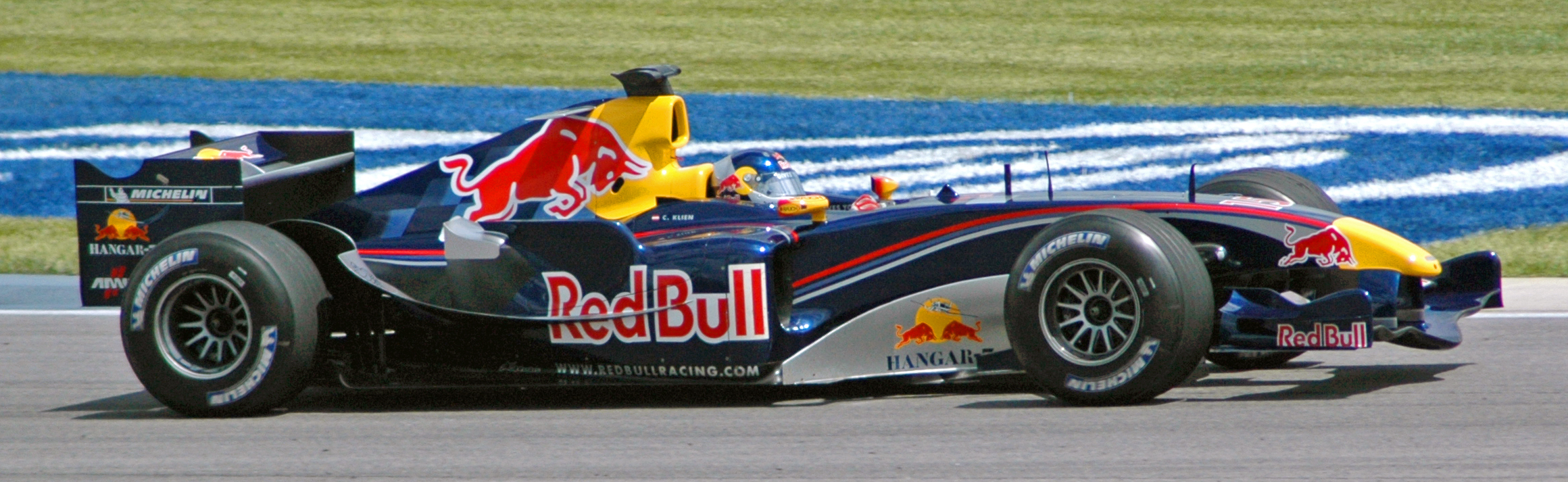
Christian Klien pilotando o RB1 na qualificação do GP dos EUA de 2005
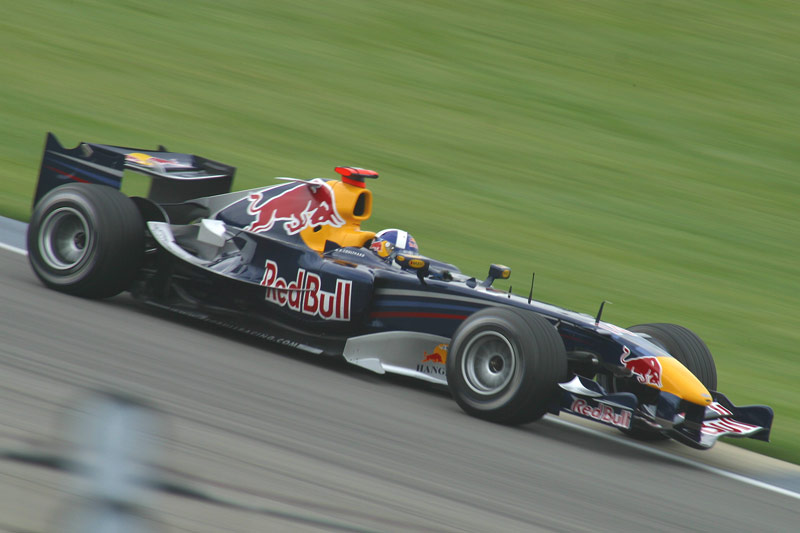
David Coulthard pilotando o RB2 no GP dos EUA de 2006.
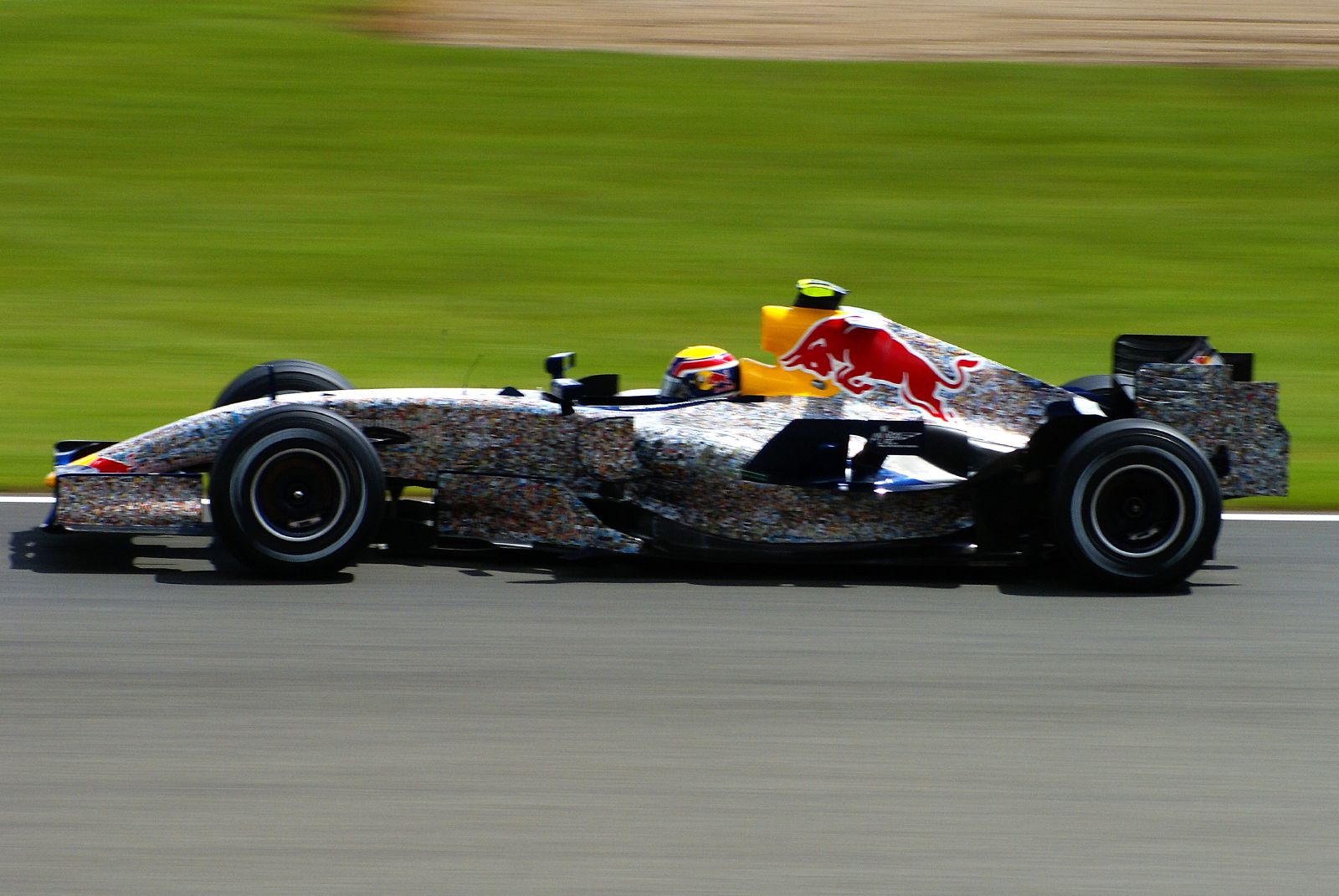
Mark Webber pilotando o RB3 com uma pintura especial no GP da Grã-Bretanha de 2007.
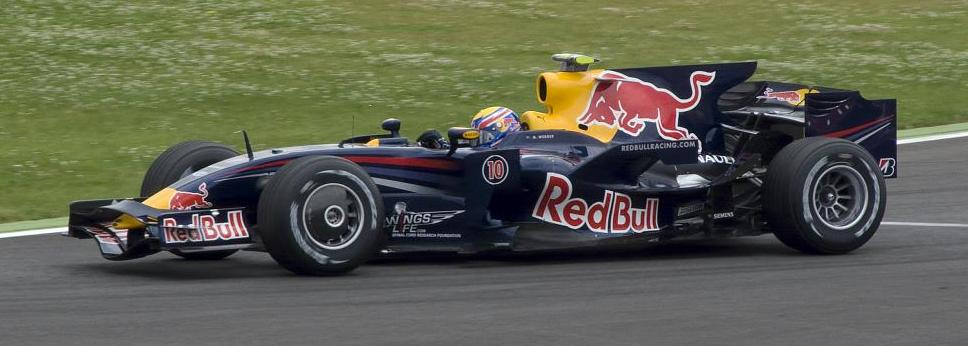
Mark Webber pilotando o RB4 no GP da França de 2008.
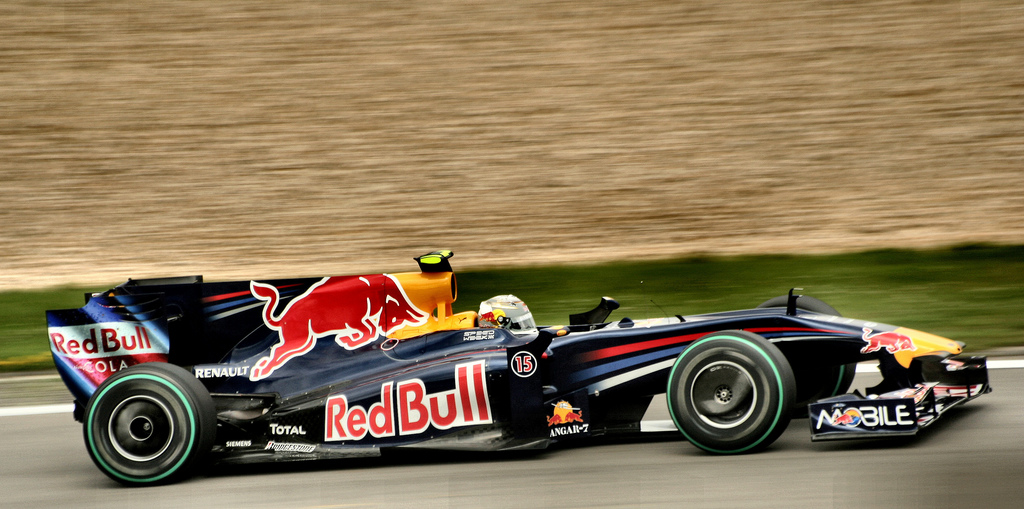
Sebastian Vettel pilotando o RB5 no GP da Alemanha de 2009.
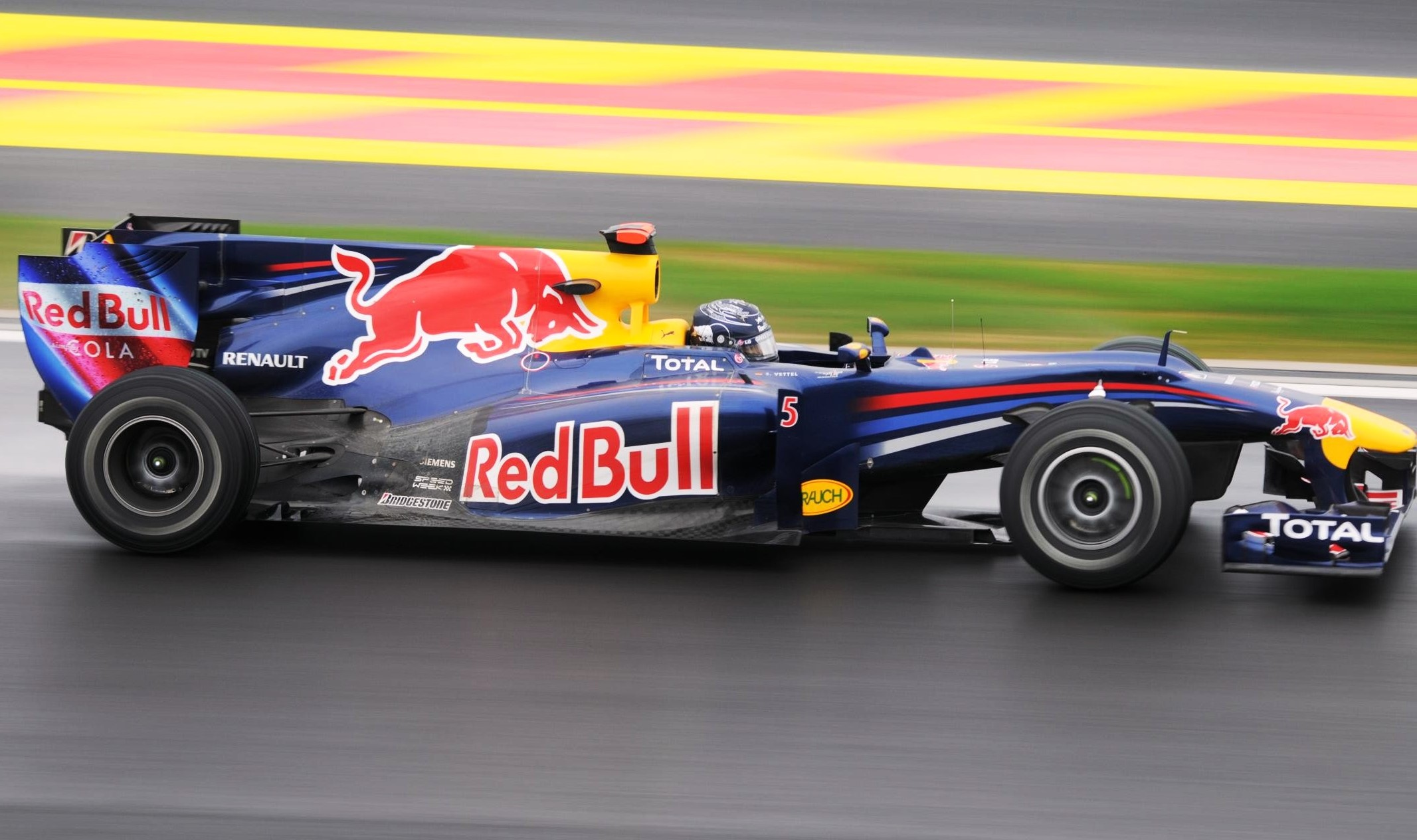
Sebastian Vettel pilotando o RB6 no GP da Coreia do Sul de 2010.
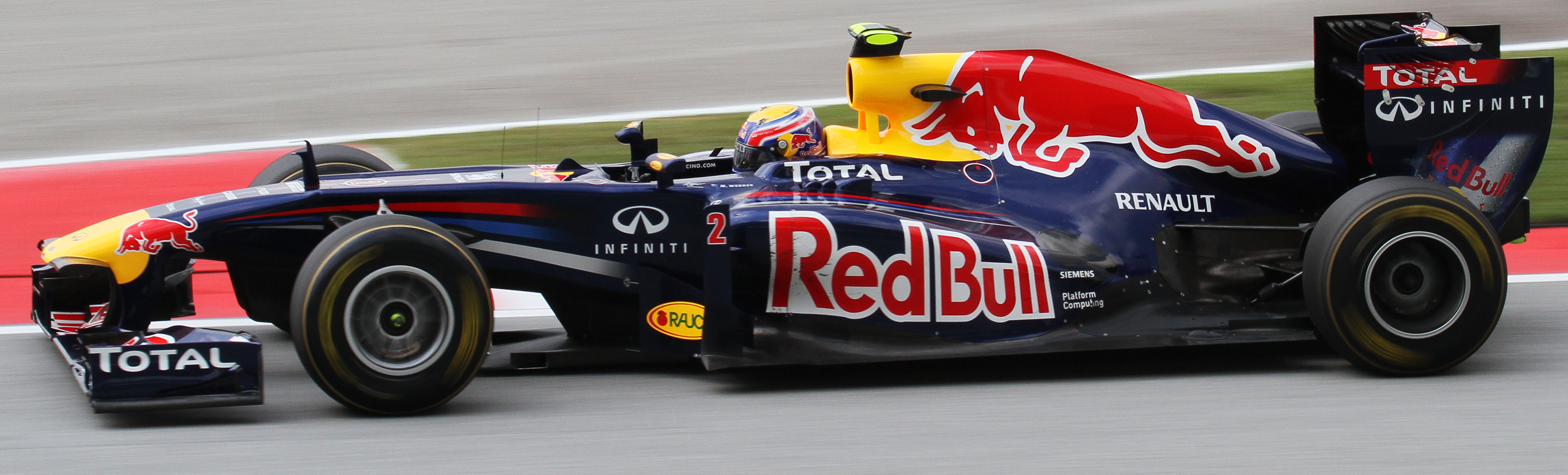
Mark Webber pilotando o RB7 no GP da Malásia de 2011.
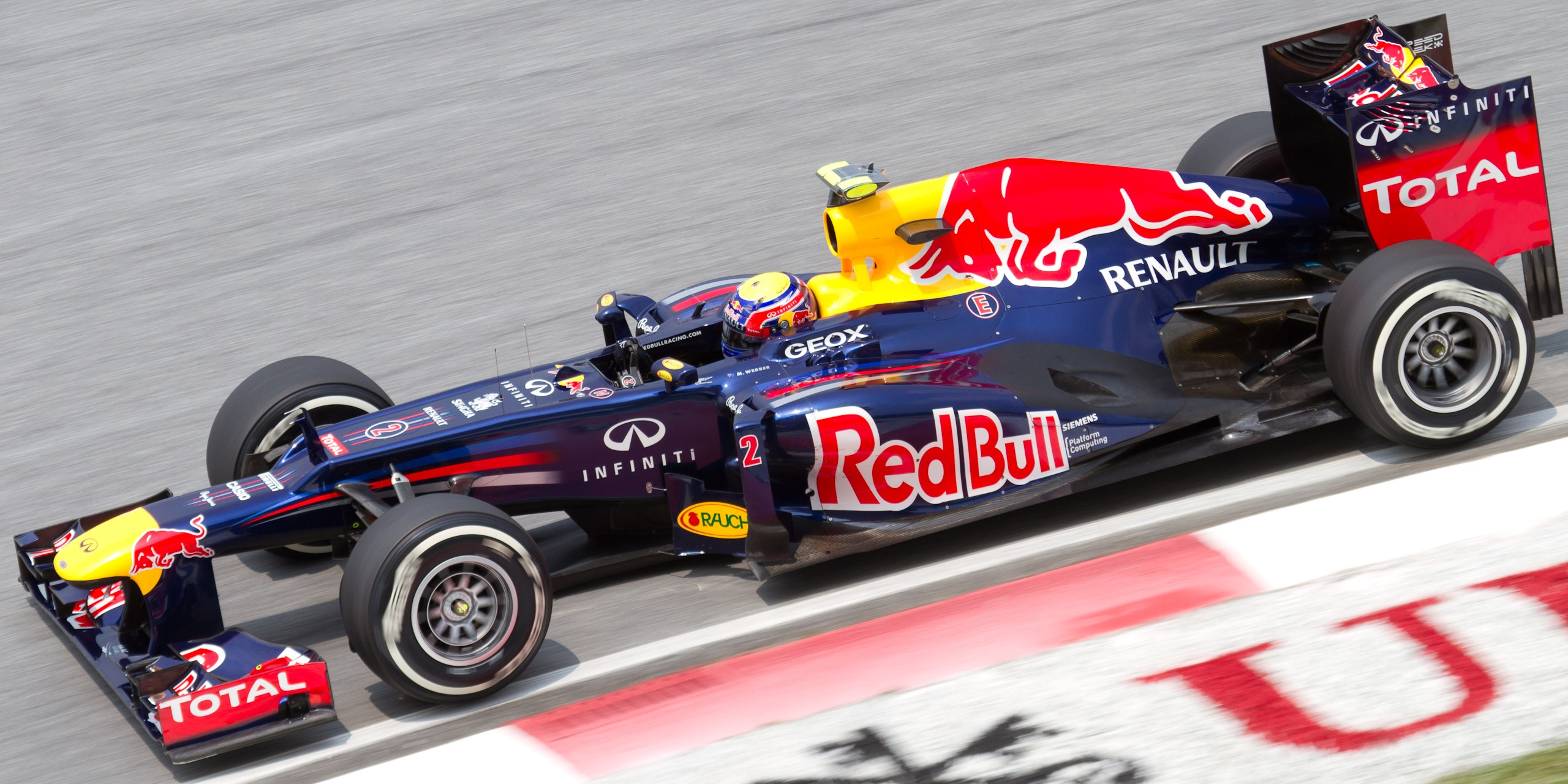
Mark Webber pilotando o RB8 no GP da Malásia de 2012.
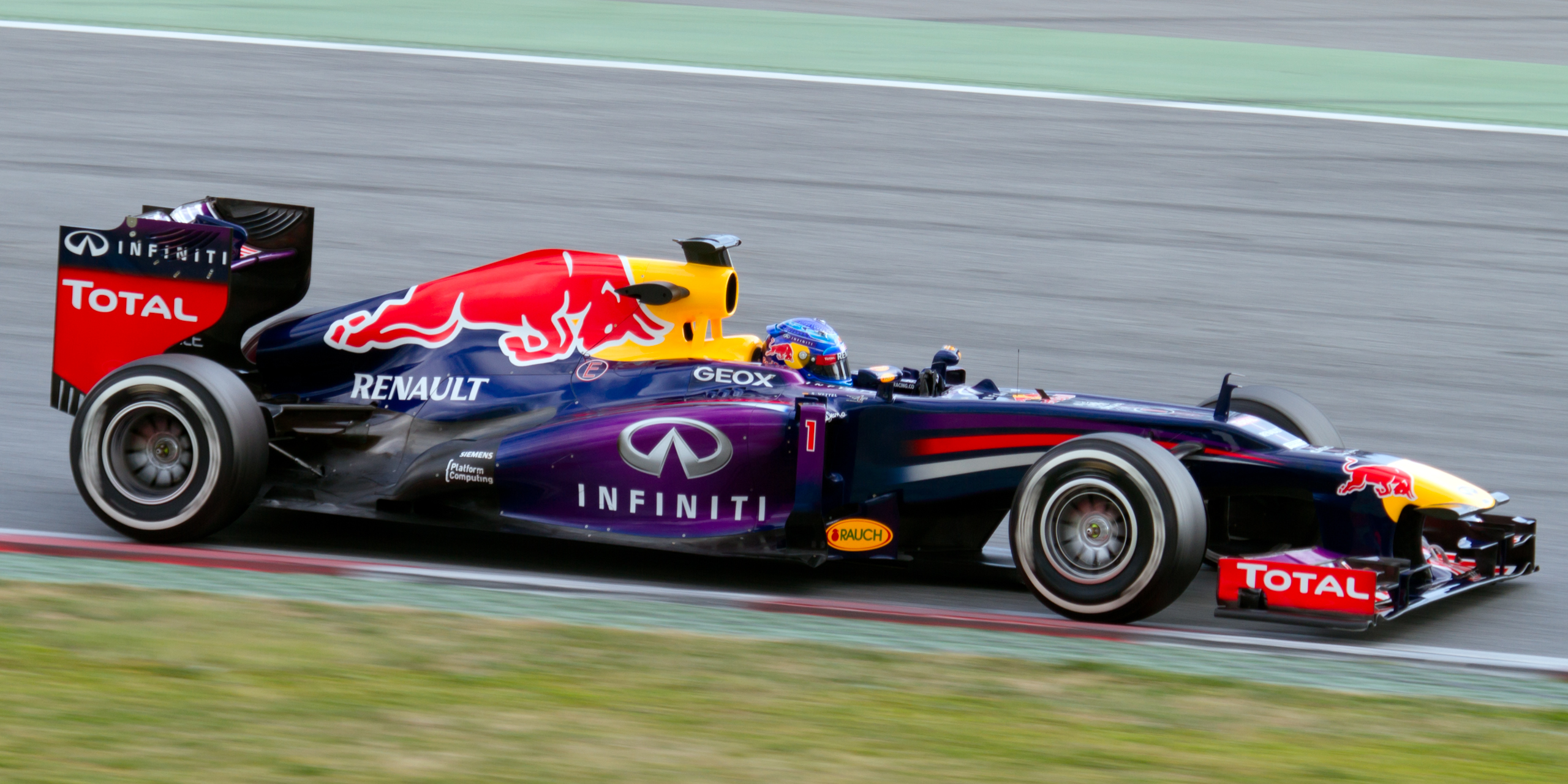
Sebastian Vettel pilotando o RB9 durante os testes da pré-temporada na Catalunha.
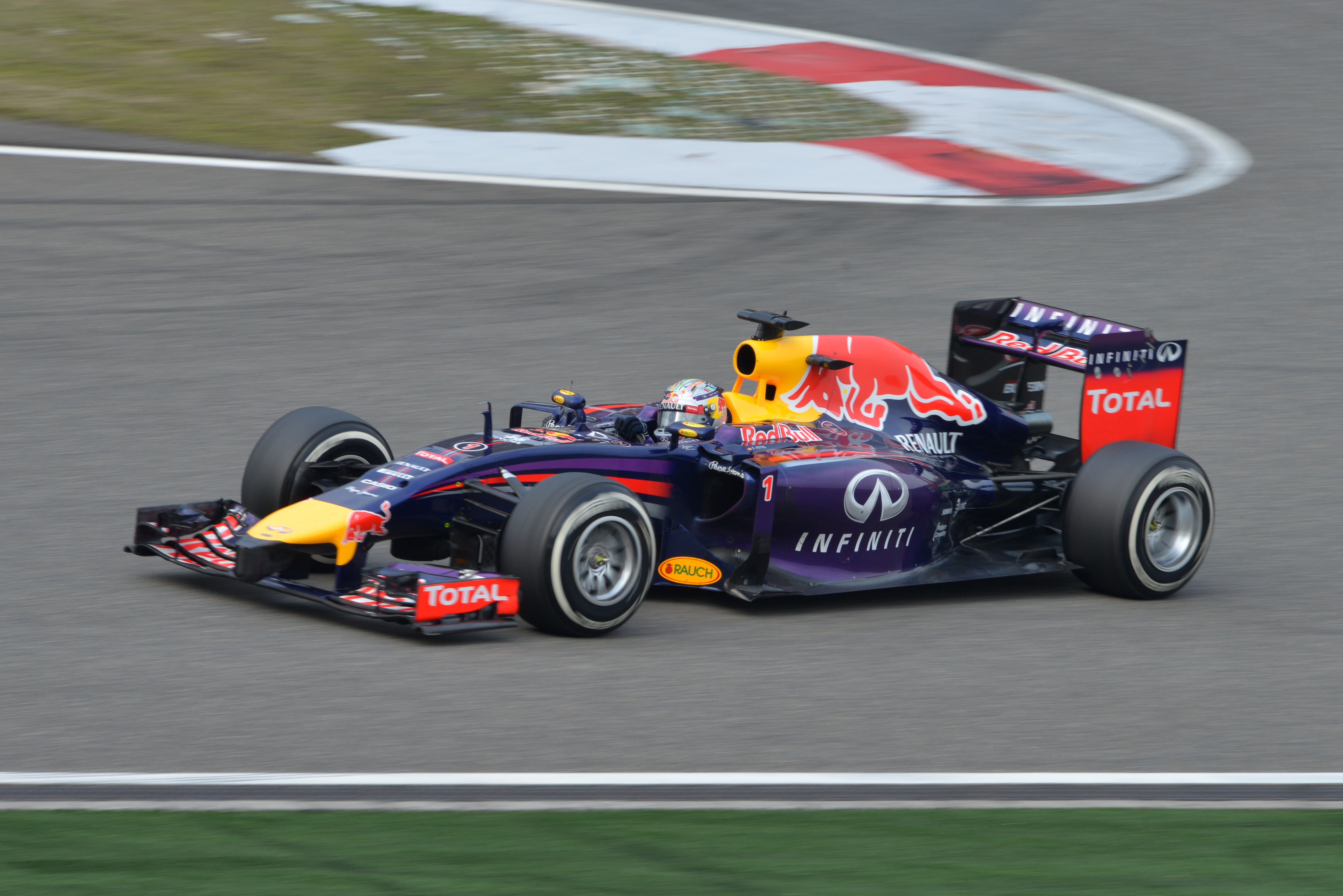
Sebastian Vettel pilotando o RB10 no GP da China de 2014.
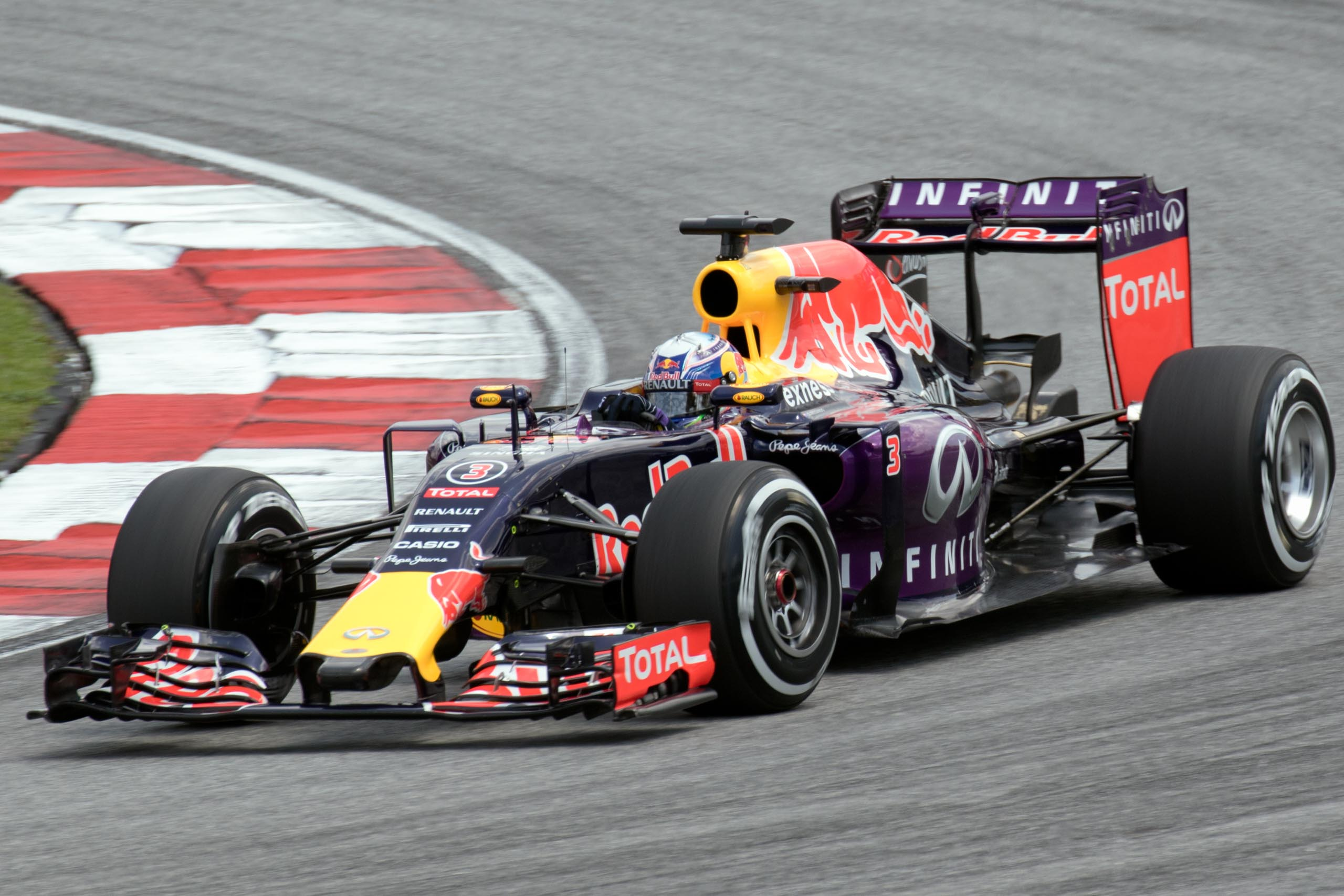
Daniel Ricciardo pilotando o RB11 durante o GP da Malásia de 2015.
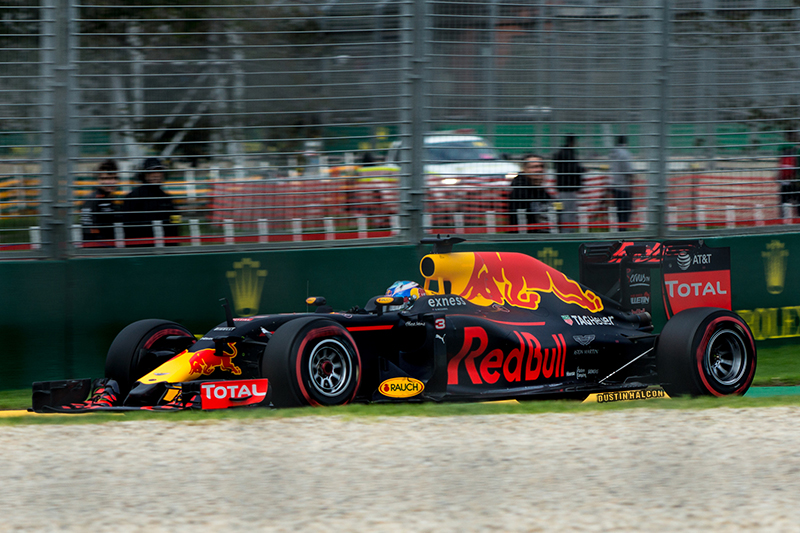
Daniel Ricciardo pilotando o RB12 durante o GP da Austrália de 2016.
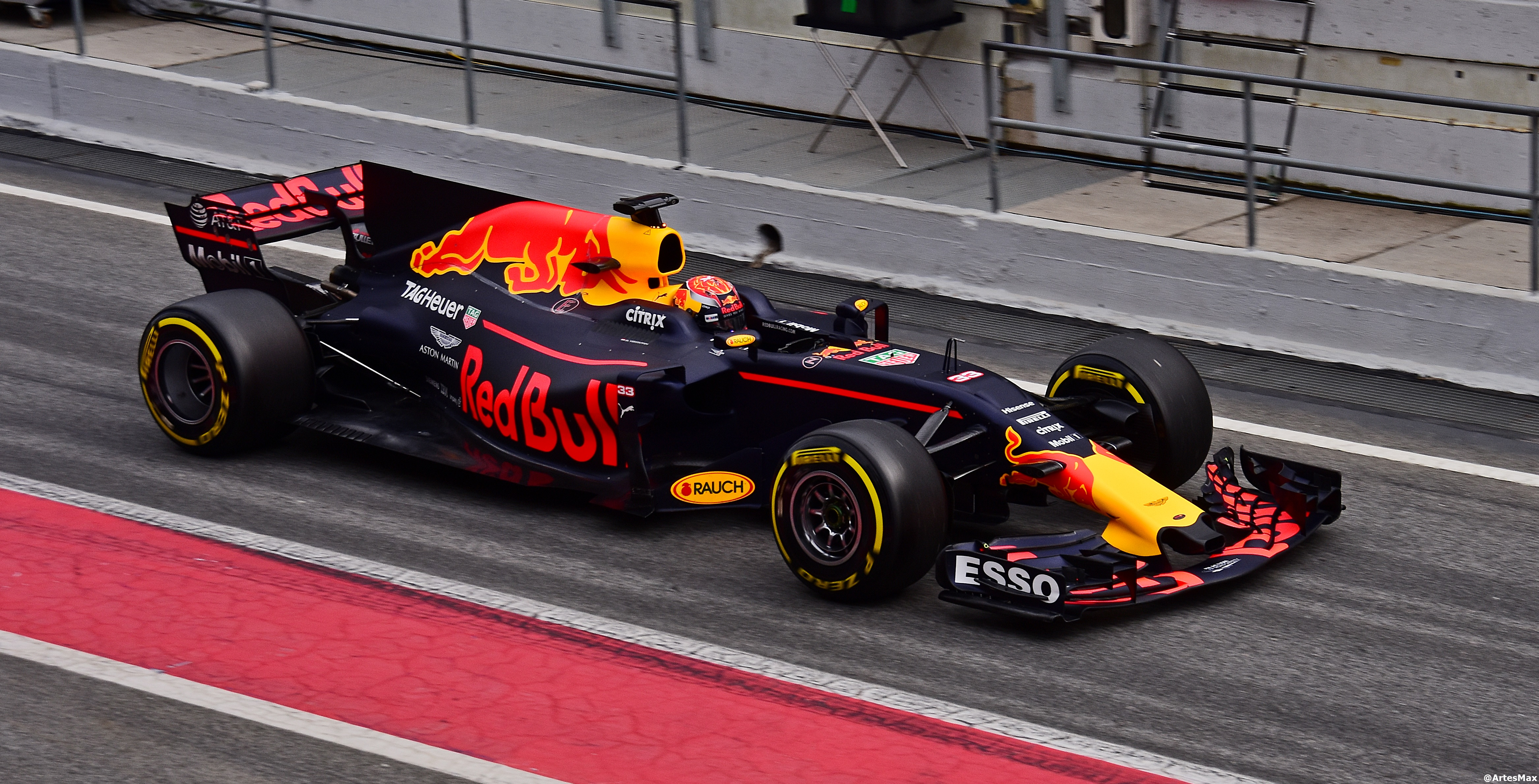
Max Verstappen pilotando o modelo RB13 durante os testes em Barcelona.
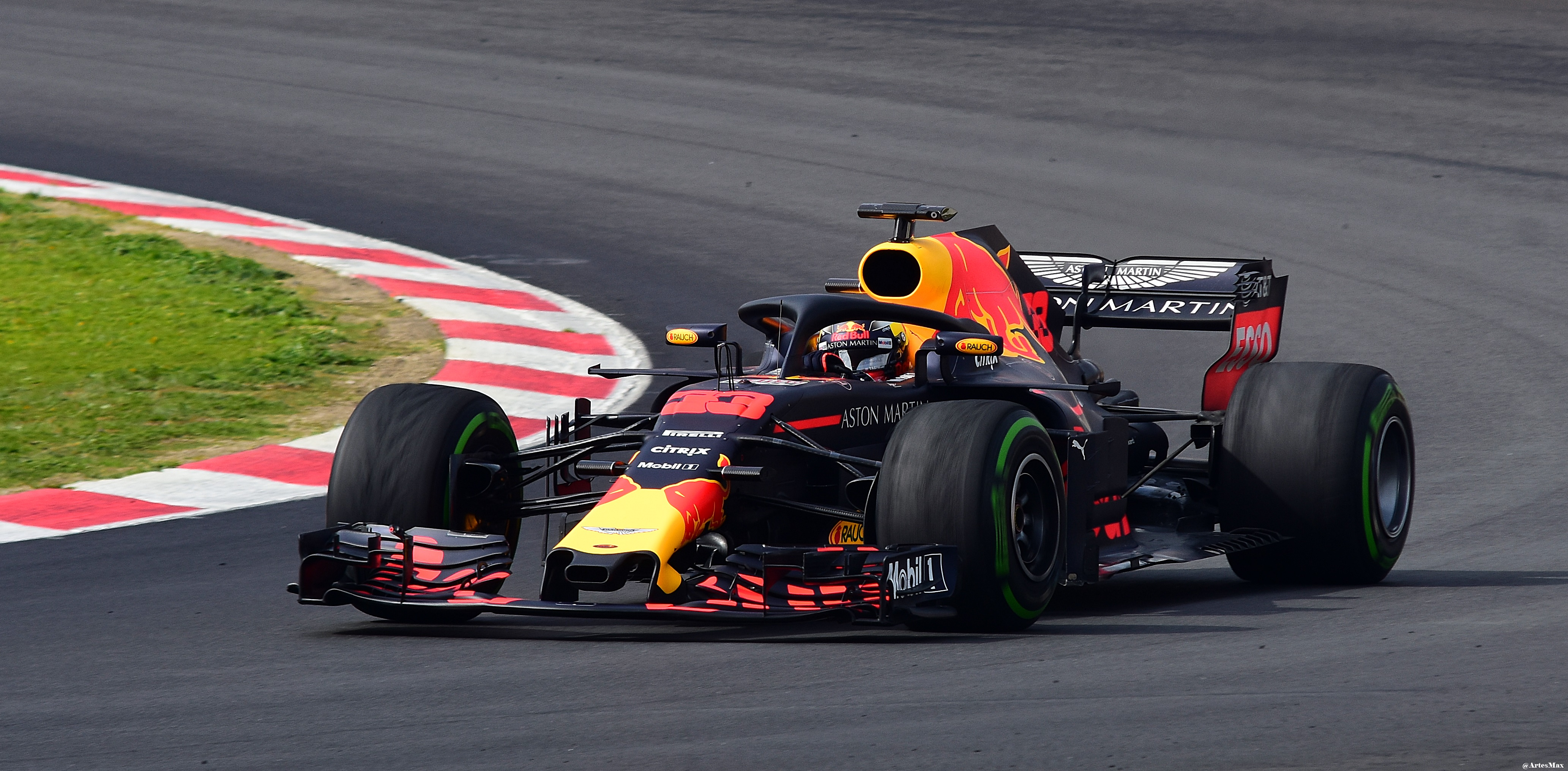
Max Verstappen pilotando o modelo RB14 durante os testes em Barcelona.
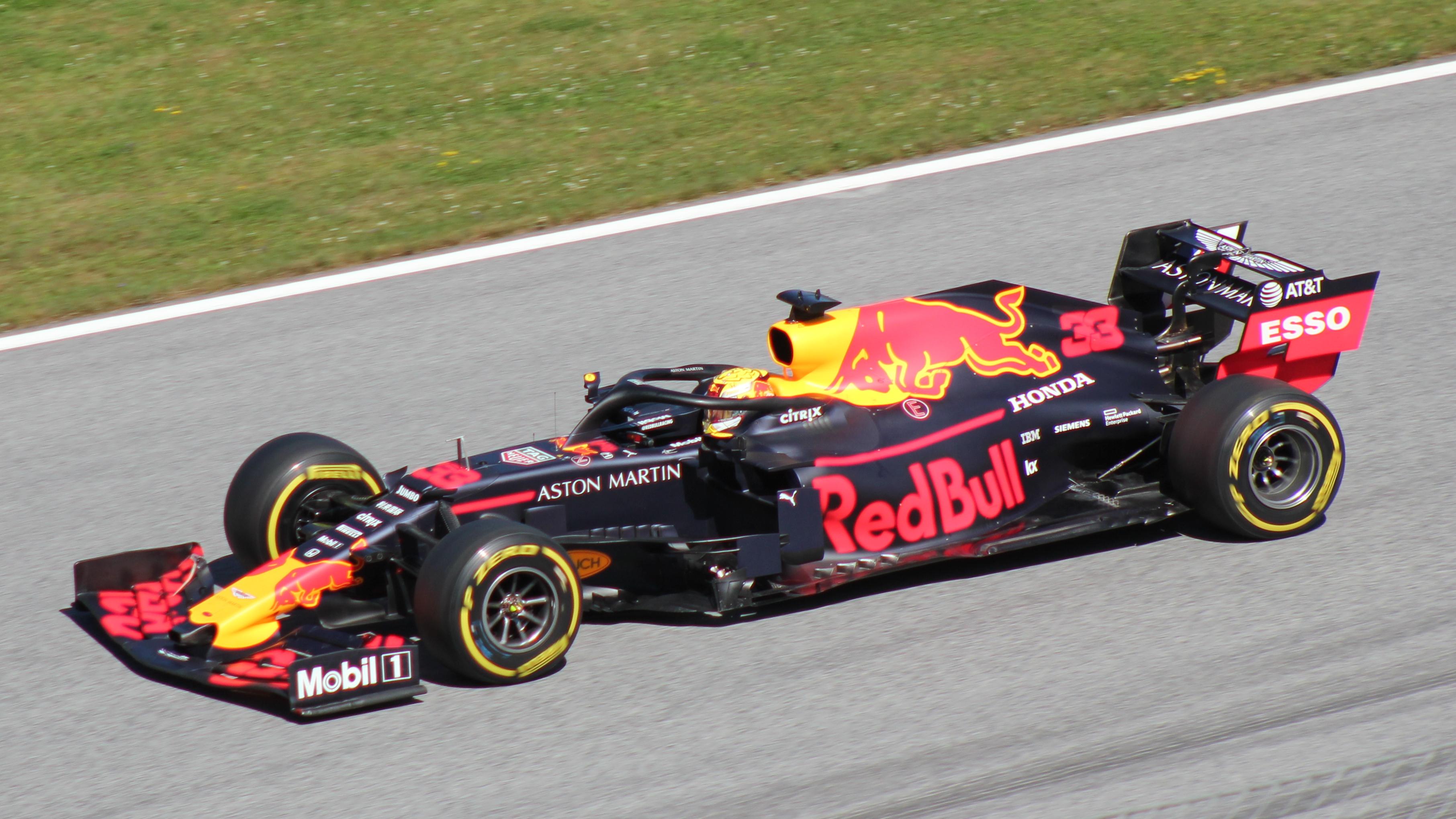
Max Verstappen pilotando o modelo RB15 durante o GP da Áustria de 2019.
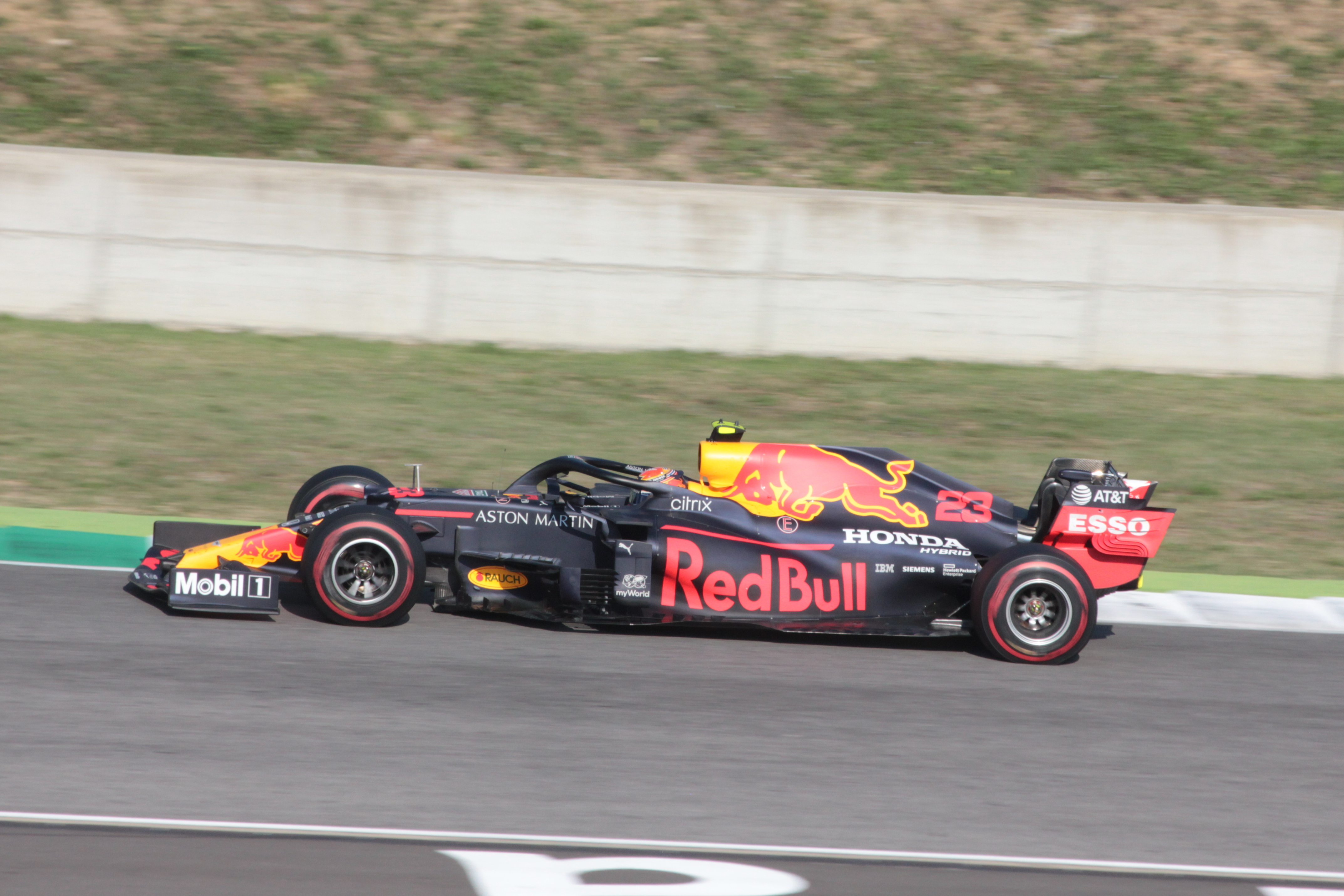
Alexander Albon pilotando o modelo RB16 durante o GP da Toscana de 2020.
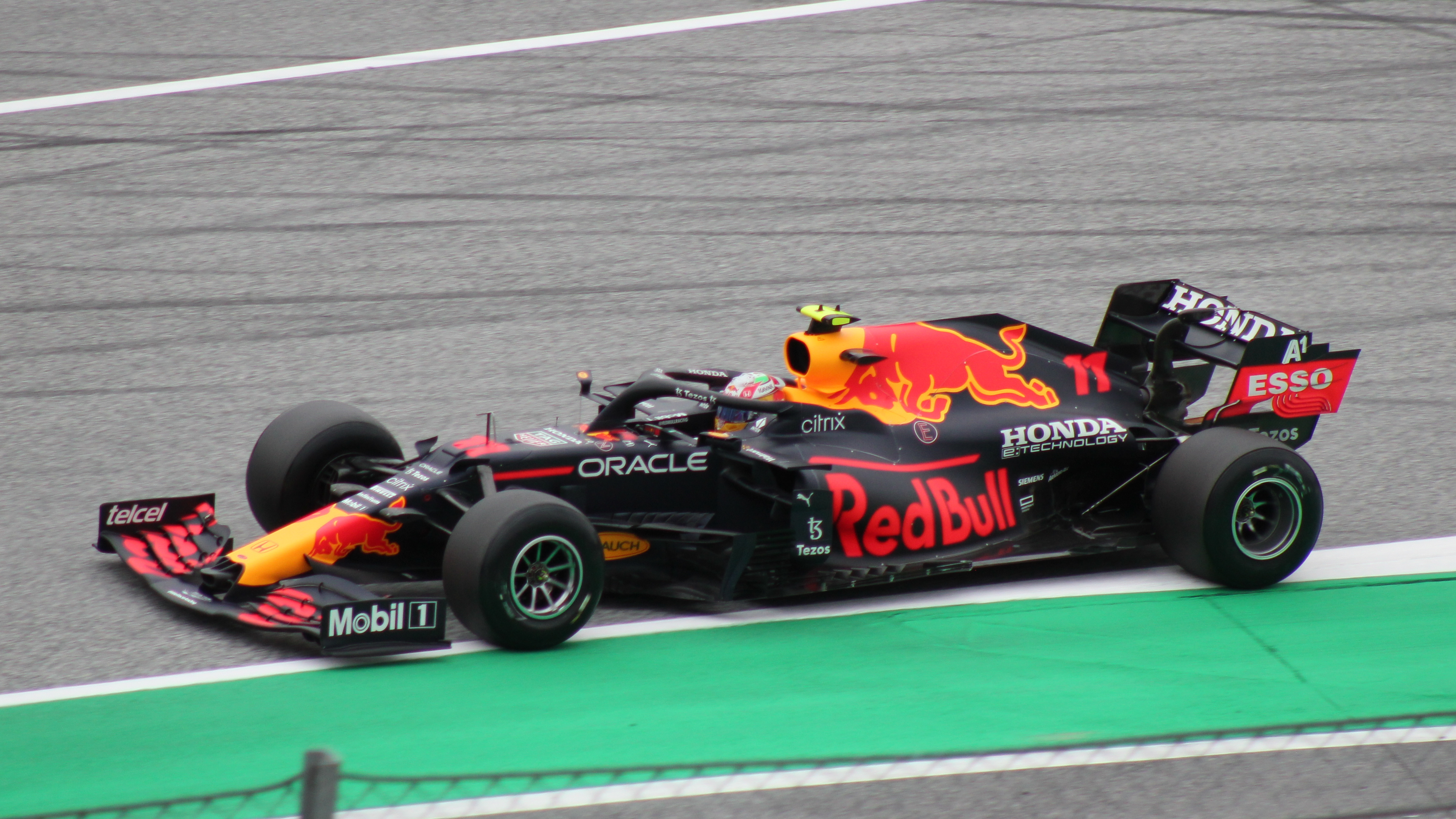
Sergio Pérez Pilotando o RB16B no GP da Áustria de 2021.
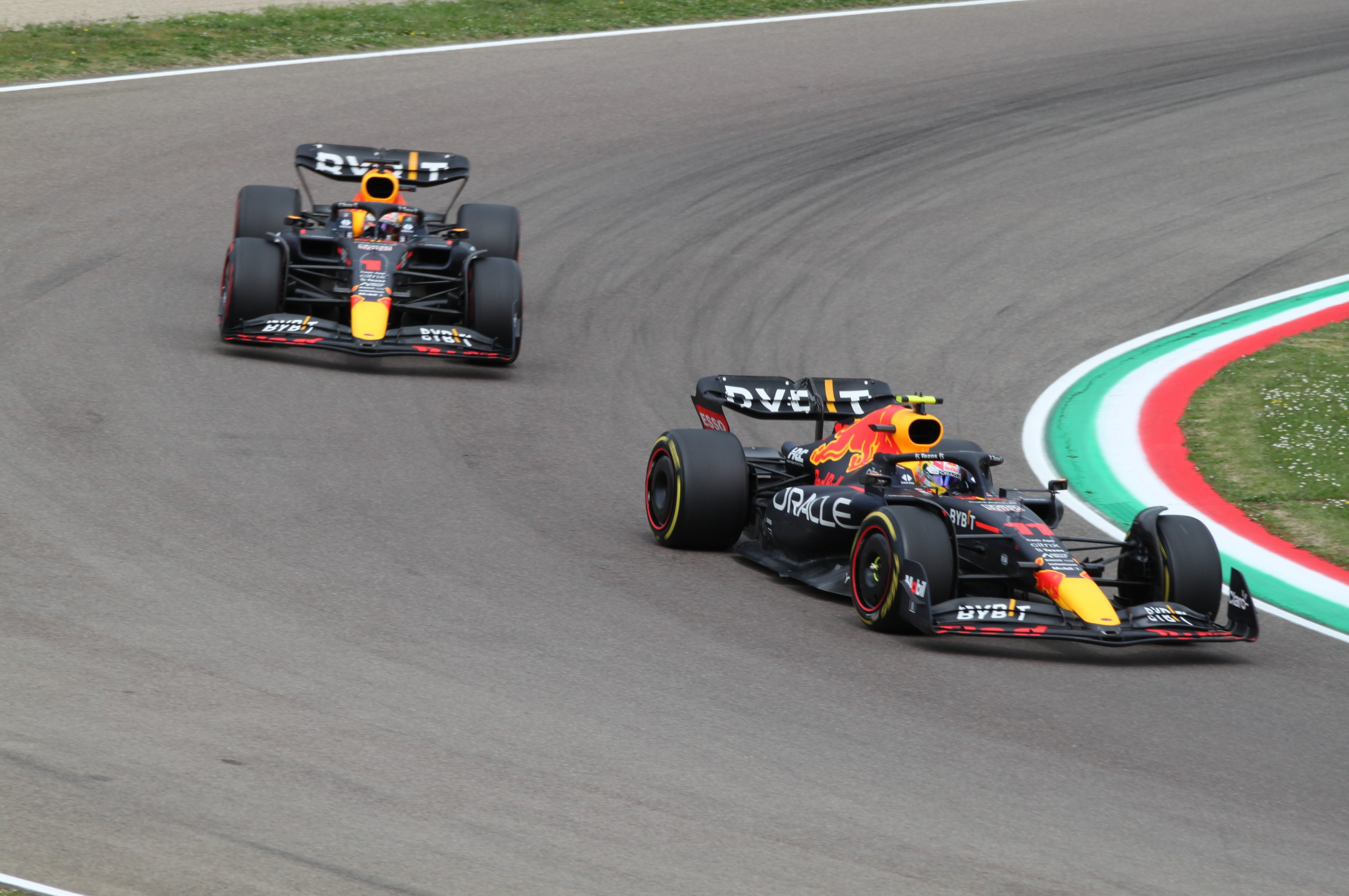
Max Verstappen e Sérgio Pérez pilotando o RB18 2022 no GP de Ímola
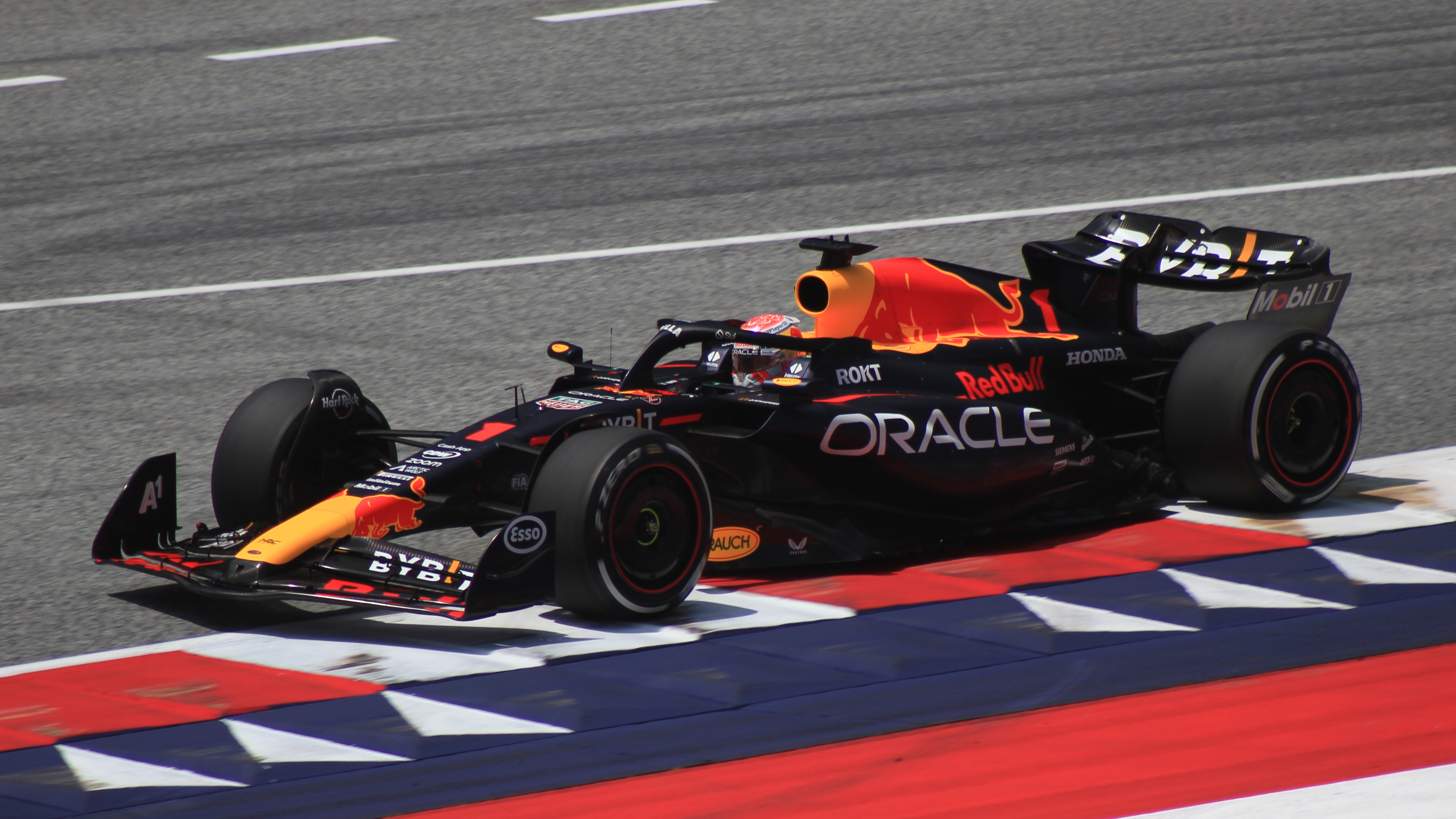
Max Verstappen pilotando o RB19 durante o GP da Áustria de 2023.

## Campeões Mundiais
| Campeonatos | Pilotos          | Temporadas             |
| ----------- | ---------------- | ---------------------- |
| 4           | Sebastian Vettel | 2010, 2011, 2012, 2013 |
| 4           | Max Verstappen   | 2021, 2022, 2023, 2024 |

## Pilotos
| Ano  | Nome                         | Carro | Pneus | Motor               | Óleo    | Pilotos                                           | Pilotos de testes                       | Classificação Pontos  |
| ---- | ---------------------------- | ----- | ----- | ------------------- | ------- | ------------------------------------------------- | --------------------------------------- | --------------------- |
| 2024 | Oracle Red Bull Racing       | RB20  | P     | Honda RBPT          | Mobil   | Sergio Pérez Max Verstappen                       | Liam Lawson                             | 3º lugar 554 pontos*  |
| 2023 | Oracle Red Bull Racing       | RB19  | P     | Honda RBPT          | Mobil   | Sergio Pérez Max Verstappen                       | Daniel Ricciardo Zane Maloney           | Campeã 860 pontos     |
| 2022 | Oracle Red Bull Racing       | RB18  | P     | Honda RBPT          | Mobil   | Sergio Pérez Max Verstappen                       | Liam Lawson                             | Campeã 759 pontos     |
| 2021 | Red Bull Racing Honda        | RB16B | P     | Honda               | Mobil   | Sergio Pérez Max Verstappen                       | Alexander Albon                         | 2º lugar 585,5 pontos |
| 2020 | Aston Martin Red Bull Racing | RB16  | P     | Honda               | Mobil   | Alexander Albon Max Verstappen                    | Sébastien Buemi Sérgio Sette Câmara     | 2º lugar 319 pontos   |
| 2019 | Aston Martin Red Bull Racing | RB15  | P     | Honda               | Mobil   | Pierre Gasly* Max Verstappen Alexander Albon      | Sébastien Buemi                         | 3º lugar 417 pontos   |
| 2018 | Aston Martin Red Bull Racing | RB14  | P     | TAG Heuer (Renault) | Mobil   | Daniel Ricciardo Max Verstappen                   | Sébastien Buemi                         | 3º lugar 419 pontos   |
| 2017 | Red Bull Racing              | RB13  | P     | TAG Heuer (Renault) | Mobil   | Daniel Ricciardo Max Verstappen                   | Pierre Gasly Sébastien Buemi            | 3º lugar 368 pontos   |
| 2016 | Red Bull Racing              | RB12  | P     | TAG Heuer (Renault) | Total   | Daniel Ricciardo Daniil Kvyat* Max Verstappen     | Pierre Gasly Sébastien Buemi            | 2º lugar 468 pontos   |
| 2015 | Infiniti Red Bull Racing     | RB11  | P     | Renault             | Total   | Daniel Ricciardo Daniil Kvyat                     | Sébastien Buemi                         | 4º lugar 187 pontos   |
| 2014 | Infiniti Red Bull Racing     | RB10  | P     | Renault             | Total   | Sebastian Vettel Daniel Ricciardo                 | Sébastien Buemi António Félix da Costa  | 2º lugar 405 pontos   |
| 2013 | Infiniti Red Bull Racing     | RB9   | P     | Renault             | Total   | Sebastian Vettel Mark Webber                      | Sébastien Buemi                         | Campeã 553 pontos     |
| 2012 | Red Bull Racing              | RB8   | P     | Renault             | Total   | Sebastian Vettel Mark Webber                      | Sébastien Buemi                         | Campeã 460 pontos     |
| 2011 | Red Bull Racing              | RB7   | P     | Renault             | Total   | Sebastian Vettel Mark Webber                      | Daniel Ricciardo                        | Campeã 650 pontos     |
| 2010 | Red Bull Racing              | RB6   | B     | Renault             | Total   | Sebastian Vettel Mark Webber                      | Daniel Ricciardo Brendon Hartley        | Campeã 498 pontos     |
| 2009 | Red Bull Racing              | RB5   | B     | Renault             | Total   | Mark Webber Sebastian Vettel                      | David Coulthard                         | 2° lugar 153,5 pontos |
| 2008 | Red Bull Racing              | RB4   | B     | Renault             | Elf     | David Coulthard Mark Webber                       | Sébastien Buemi                         | 7º lugar 29 pontos    |
| 2007 | Red Bull Racing              | RB3   | B     | Renault             | Elf     | David Coulthard Mark Webber                       | Robert Doornbos Michael Ammermüller     | 5º lugar 24 pontos    |
| 2006 | Red Bull Racing              | RB2   | M     | Ferrari             | Shell   | David Coulthard Christian Klien Robert Doornbos   | Robert Doornbos Neel Jani               | 7º lugar 16 pontos    |
| 2005 | Red Bull Racing              | RB1   | M     | Cosworth            | Castrol | David Coulthard Christian Klien Vitantonio Liuzzi | Vitantonio Liuzzi Scott Speed Neel Jani | 7º lugar 34 pontos    |

* Temporada em andamento.
- A equipe Red Bull não satisfeita com o desempenho do motor Renault entrou em negociações com outras duas fornecedoras de motor: Mercedes e Ferrari, e chegou até a negociar com a Honda, todas sem sucesso e então se viu sem outra alternativa: refazer sua parceria com a Renault, mas o motor seria preparado pela Ilmor e sendo rebatizado com o nome de uma empresa suíça de relógios, a TAG Heuer.[36]
- Daniil Kvyat foi movido para a Toro Rosso,  sendo substituindo na Red Bull pelo piloto neerlandês Max Verstappen.
- Pierre Gasly foi movido para a Toro Rosso, sendo substituído na Red Bull pelo piloto tailandês Alexander Albon.

## Vitórias por piloto
| Pilotos          | Vitórias |
| ---------------- | -------- |
| Max Verstappen   | 65       |
| Sebastian Vettel | 38       |
| Mark Webber      | 9        |
| Daniel Ricciardo | 7        |
| Sergio Pérez     | 5        |

## Motores
A equipe da Red Bull iniciou a sua participação no Campeonato de Fórmula 1 com motores V10 da Cosworth. Em 2006 utilizou os motores V8 da Ferrari. Na temporada 2007 passou a utilizar os motores Renault V8 até 2013 e V6 a partir de 2014, sendo nomeado de TAG Heuer entre 2016 e 2018. A Red Bull passou a competir com motores Honda a partir da temporada de 2019. Após a saída da Honda da Fórmula 1 como fornecedor oficial de motores no final da temporada de 2021, a equipe assumiu a manutenção das unidades de potência da Honda através da Red Bull Powertrains Limited e continuou competindo com elas rebatizadas para "Red Bull" após a implementação de um congelamento no desenvolvimento até 2025. Com a Red Bull pretendendo construir seus próprios motores a partir da temporada de 2026, quando a Fórmula 1 introduzirá um novo regulamento de motores.